# 伝火薬筒

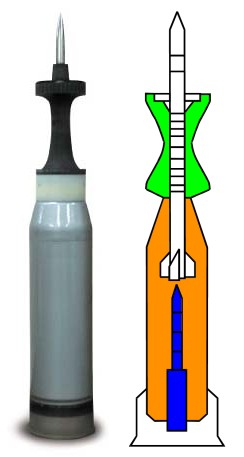
120mm滑腔砲用M829砲弾、青い部分が伝火薬筒と雷管になっている。

伝火薬筒（でんかやくとう）とは、炸薬と信管の中間にあって爆発を媒介する伝火薬を詰める筒。
拳銃や小銃の弾薬は装薬の体積が小さいので問題にならないが、大口径の砲弾になると装薬の体積が大きくなり、雷管で起爆した場合に爆轟の伝播速度が追いつかなくなって燃焼しない火薬が出たり、底面と先端で燃焼開始のタイミングが異なり燃焼が不安定になったりする。
これを防ぐために全体に均等に雷管の爆轟を伝えるための物として伝火薬筒が必要になる。